# Proexochokefalos
Proexochokefalos is een geslacht van uitgestorven krokodilachtigen, dat leefde in het Midden-Jura (Callovien). Fossielen zijn gevonden in West-Europa. Er zijn talloze soorten van dit geslacht bevestigd, waarvan de meeste tegenwoordig echter als ongeldig worden beschouwd.
De typesoort Proexochokefalos heberti werd voor het eerst wetenschappelijk beschreven in 1876 door de Franse zoöloog Morel de Glasville.